# World Trophy Soccer
World Trophy Soccer est un jeu vidéo de football développé par Novotrade et édité par Melbourne House en 1989 sur Amiga, Atari ST, Amstrad CPC, Commodore 64, DOS et ZX Spectrum. Il a été réédité sous le titre World Cup Soccer: Italia '90 en 1990.